# Вакурино
Вакурино — деревня в Камешковском районе Владимирской области России, входит в состав Вахромеевского муниципального образования.

## География
Деревня расположена на берегу реки Тальша в 4 км на юго-восток от центра поселения посёлка Имени Горького, в 14 км на север от райцентра Камешково.

## История
В XIX — первой четверти XX века деревня входила в состав Вознесенской волости Ковровского уезда, с 1926 года — в составе Тынцовской волости. В 1859 году в деревне числилось 18 дворов, в 1905 году — 21 дворов, в 1926 году — 31 дворов.
С 1929 года деревня входила в состав Ручкинского сельсовета Ковровского района, с 1940 года — в составе Вахромеевского сельсовета Камешковского района, с 2005 года — в составе Вахромеевского муниципального образования.

## Население
| 1859 | 1905 | 1926 | 2002 | 2010 | 2021 |
| ---- | ---- | ---- | ---- | ---- | ---- |
| 115  | ↗150 | ↗164 | ↘16  | ↗30  | ↘22  |